# 한소희 (모델)
한소희(본명: 김소희, 1988년 12월 18일~)은 대한민국의 여자 모델이다.

## 학력
- 세종대학교 영화예술학과 (졸업)

## 경력
- 피오레걸 대표

## 수상
- 2006년 제76회 춘향선발대회 미스춘향 숙